# Mertujärvi
Mertujärvi är en sjö i kommunen Ruovesi i landskapet Birkaland i Finland. Arean är 29 hektar och strandlinjen är 5,07 kilometer lång.  Den  ingår i Kumo älvs huvudavrinningsområde.  Sjön ligger omkring 66 kilometer norr om Tammerfors och omkring 220 kilometer norr om Helsingfors. 
I sjön finns ön Antinsaari. Mertujärvi ligger norr om Pirttijärvi. 